# Siderotilo
Il siderotilo è un minerale appartenente al gruppo della calcantite.